# Francesco Pio Esposito
Francesco Pio Esposito (Castellammare di Stabia, 28 juni 2005) is een Italiaans voetballer die doorgaans speelt als spits. In augustus 2023 verruilde hij Internazionale op huurbasis voor Spezia. Hij is een broer van voetballers Salvatore en Sebastiano Esposito.

## Clubcarrière
Esposito doorliep de jeugdopleiding van Internazionale, waarin ook zijn broers speelden. De aanvaller tekende in juli 2023 een nieuw contract bij de club, tot medio 2027. Een kleine maand later werd hij voor de duur van een seizoen verhuurd aan Spezia, uitkomend in de Serie B. Bij deze club was ook zijn broer Salvatore actief. Twaalf dagen na zijn komst mocht hij zijn professionele debuut maken, in de Coppa Italia tegen Venezia. Door goals van Mirko Antonucci en Luca Moro en tegentreffers van Joel Pohjanpalo en Christian Gytkjær werd het 2–2, waarna Spezia de strafschoppen beter nam: 4–3. Esposito mocht van coach Massimiliano Alvini in de tweede helft invallen en miste zijn penalty in de serie.
Zijn eerste professionele doelpunt maakte hij op 23 september 2023, thuis tegen Reggiana. Cedric Gondo had twee keer gescoord namens die club, voor Esposito op aangeven van zijn broer Salvatore in de blessuretijd van de tweede helft nog wat terug deed: 1–2. De aanvaller sloot het seizoen 2023/24 af met drie competitiedoelpunten in achtendertig optredens. De verhuurperiode van Esposito werd in juli 2024 met een seizoen verlengd. Tot aan de winterstop van het seizoen 2024/25 kwam de aanvaller tot negen doelpunten in achttien Serie B-wedstrijden. Aan het einde van het kalenderjaar werd hij verkozen tot Jonge voetballer van het jaar van de competitie.
Zijn tweede seizoen bij Spezia sloot de aanvaller af met zeventien doelpunten in de Serie B, waarmee hij tweede eindigde op de topscorerslijst. In de nacompetitie was hij tweemaal trefzeker, maar dit was niet genoeg om Spezia naar de Serie A te laten promoveren. Hierop werd hij teruggehaald door Internazionale, dat hem opnam in de selectie voor het WK voor clubs 2025.

## Clubstatistieken
| Seizoen | Club           | Competitie | Competitie | Competitie | Beker | Beker | Internationaal | Internationaal | Nacompetitie | Nacompetitie | Totaal | Totaal |
| Seizoen | Club           | Competitie | Wed.       | Dlp.       | Wed.  | Dlp.  | Wed.           | Dlp.           | Wed.         | Dlp.         | Wed.   | Dlp.   |
| ------- | -------------- | ---------- | ---------- | ---------- | ----- | ----- | -------------- | -------------- | ------------ | ------------ | ------ | ------ |
| 2022/23 | Internazionale | Serie A    | 0          | 0          | 0     | 0     | 0              | 0              | —            | —            | 0      | 0      |
| 2023/24 | → Spezia       | Serie B    | 38         | 3          | 1     | 0     | —              | —              | —            | —            | 39     | 3      |
| 2024/25 | → Spezia       | Serie B    | 35         | 17         | 1     | 0     | —              | —              | 4            | 2            | 40     | 19     |
| Totaal  | Totaal         | Totaal     | 73         | 20         | 2     | 0     | 0              | 0              | 4            | 2            | 79     | 22     |

Bijgewerkt op 16 juli 2025.

## Erelijst
| Competitie                              |            |            |            |            |
| Competitie                              | Aantal     | Jaren      |            |            |
| Italië –19                              | Italië –19 | Italië –19 | Italië –19 | Italië –19 |
| --------------------------------------- | ---------- | ---------- | ---------- | ---------- |
| EK –19                                  | 1          | 2023       |            |            |
| Individueel                             |            |            |            |            |
| Serie B – Jonge voetballer van het jaar | 1          | 2024       |            |            |